# 쓰리쓰리
쓰리쓰리는 대한민국의 음악 그룹이다. 현재 소속사는 길 엔터테인먼트이다.

## 대표작

### 음반
- 《그래요》
- 《괜찮아》